# Championnat BPR 1996
Navigation
Édition précédente
La saison 1996 du Championnat BPR est la troisième et dernière édition de cette compétition. Elle se déroule du 3 mars au 3 novembre 1996. Elle comprend onze manches dont les 1 000 kilomètres de Suzuka. Elle a consacré les pilotes Ray Bellm et James Weaver ainsi que l'équipe GTC Competition - McLaren F1 GTR.

## Calendrier
| Manche | Course                                          | Circuit                         | Date         |
| ------ | ----------------------------------------------- | ------------------------------- | ------------ |
| 1      | 4 Heures du Castellet                           | Circuit Paul Ricard             | 3 mars       |
| 2      | 4 Heures GT de Monza                            | Autodromo Nazionale Monza       | 24 mars      |
| 3      | 4 Heures de Jarama                              | Circuito Permanente Del Jarama  | 14 avril     |
| 4      | 4 Heures de Silverstone (British Empire Trophy) | Circuit de Silverstone          | 12 mai       |
| 5      | 4 Heures de Nürburgring                         | Nürburgring                     | 30 juin      |
| 6      | 4 Heures d'Anderstorp                           | Anderstorp Raceway              | 14 juillet   |
| 7      | 1 000 kilomètres de Suzuka                      | Circuit de Suzuka               | 25 août      |
| 8      | Gulf Oil Endurance GT (4 Heures)                | Brands Hatch                    | 8 septembre  |
| 9      | 4 Heures de Spa                                 | Circuit de Spa-Francorchamps    | 22 septembre |
| 10     | 4 Heures de Nogaro                              | Circuit Paul Armagnac           | 6 octobre    |
| 11     | 4 Heures de Zhuhai                              | Circuit international de Zhuhai | 3 novembre   |

## Résultats

### Championnat
| Manche | Circuit           | Équipe GT1 gagnante                | Équipe GT2 gagnante                       | Résultats |
| Manche | Circuit           | Pilote GT1 gagnante                | Pilote GT2 gagnante                       | Résultats |
| ------ | ----------------- | ---------------------------------- | ----------------------------------------- | --------- |
| 1      | Paul Ricard       | #2 Gulf Racing GTC                 | #56 Roock Racing                          | Résultats |
| 1      | Paul Ricard       | Ray Bellm James Weaver             | Bruno Eichmann Ralf Kelleners Gerd Ruch   | Résultats |
| 2      | Monza             | #1 West Racing                     | #56 Roock Racing                          | Résultats |
| 2      | Monza             | Thomas Bscher John Nielsen         | Bruno Eichmann Ralf Kelleners Gerd Ruch   | Résultats |
| 3      | Jarama            | #2 Gulf Racing GTC                 | #83 Marcos Racing Intl.                   | Résultats |
| 3      | Jarama            | Ray Bellm James Weaver             | Cor Euser Thomas Erdos                    | Résultats |
| 4      | Silverstone       | #3 Harrods Mach One Racing         | #83 Marcos Racing Intl.                   | Résultats |
| 4      | Silverstone       | Andy Wallace Olivier Grouillard    | Cor Euser Thomas Erdos                    | Résultats |
| 5      | Nürburgring       | #1 West Racing                     | #56 Roock Racing                          | Résultats |
| 5      | Nürburgring       | Thomas Bscher Peter Kox            | Bruno Eichmann Gerd Ruch Michel Neugarten | Résultats |
| 6      | Anderstorp        | #27 Ennea SRL Igol                 | #56 Roock Racing                          | Résultats |
| 6      | Anderstorp        | Anders Olofsson Luciano della Noce | Bruno Eichmann Gerd Ruch Michel Neugarten | Résultats |
| 7      | Suzuka            | #2 Gulf Racing GTC                 | #56 Roock Racing                          | Résultats |
| 7      | Suzuka            | Ray Bellm James Weaver JJ Lehto    | Bruno Eichmann Ralf Kelleners Gerd Ruch   | Résultats |
| 8      | Brands Hatch      | #35 Porsche AG                     | #88 Konrad Motorsport                     | Résultats |
| 8      | Brands Hatch      | Hans-Joachim Stuck Thierry Boutsen | Franz Konrad Bob Wollek Stéphane Ortelli  | Résultats |
| 9      | Spa-Francorchamps | #35 Porsche AG                     | #56 Roock Racing                          | Résultats |
| 9      | Spa-Francorchamps | Hans-Joachim Stuck Thierry Boutsen | Bruno Eichmann Ralf Kelleners Gerd Ruch   | Résultats |
| 10     | Nogaro            | #2 Gulf Racing GTC                 | #88 Konrad Motorsport                     | Résultats |
| 10     | Nogaro            | Ray Bellm James Weaver             | Franz Konrad Bob Wollek                   | Résultats |
| 11     | Zhuhai            | #36 Porsche AG                     | #83 Marcos Racing Intl.                   | Résultats |
| 11     | Zhuhai            | Ralf Kelleners Emmanuel Collard    | Cor Euser Hans Tepas Chandra Alim         | Résultats |

### Événements hors-championnat
Following the conclusion of the season in November, two exhibition races were held in Brazil for BPR competitors.
| Date        | Événement            | Circuit  | Équipe GT1 gagnante          | Équipe GT2 gagnante                  |
| Date        | Événement            | Circuit  | Pilote GT1 gagnante          | Pilote GT2 gagnante                  |
| ----------- | -------------------- | -------- | ---------------------------- | ------------------------------------ |
| 8 décembre  | 2 Heures de Curitiba | Curitiba | #01 BMW Motorsport           | #96 Larbre Compétition               |
| 8 décembre  | 2 Heures de Curitiba | Curitiba | Nelson Piquet Johnny Cecotto | Patrice Goueslard Christophe Bouchut |
| 16 décembre | 2 Heures de Brasília | Brasília | #01 BMW Motorsport           | #106 Roock Racing                    |
| 16 décembre | 2 Heures de Brasília | Brasília | Nelson Piquet Johnny Cecotto | Michel Ligonnet (de) Andy Pilgrim    |